# El caça-recompenses (pel·lícula de 2010)
El caça-recompenses (títol original en anglès, The Bounty Hunter) és una pel·lícula dels  gèneres acció i comèdia romàntica dirigida per Andy Tennant (director d'Anna and the King i Hitch), i protagonitzada per Jennifer Aniston i Gerard Butler. La història se centra en un caça-recompenses (Gerard Butler) contractat per capturar a la seva ex-dona (Jennifer Aniston), que s'ha fugat estant en llibertat sota fiança. La pel·lícula va ser estrenada al Regne Unit i els Estats Units el 19 de març del 2010.

## Argument
Milo Boyd (Gerard Butler), una caça-recompenses vingut a menys, obté el treball dels seus somnis en ser-li assignada la recerca de la seva exdona, la reportera Nicole Hurley "Nic" (Jennifer Aniston), que s'ha saltat la seva llibertat condicional. Ell pensa que el treball representarà diners fàcils, però quan Nicole aconsegueix escapolir-se per seguir una pista sobre l'encobriment d'un assassinat, Milo s'adona que entre ell i Nicole res mai no és senzill.

## Repartiment
- Gerard Butler: Milo Boyd
- Jennifer Aniston: Nicole Hurley "Nic"
- Christine Baranski: Kitty Hurley
- Jason Sudeikis: Stewart
- Jeff Garlin: Sid
- Coral Anderson: Ethal
- Peter Greene: Mahler
- Cathy Moriarty: Irene